# Kajotbet Hockey Games 2012
17. edycja turnieju Kajotbet Hockey Games została rozegrana w dniach 26-29 kwietnia 2012 roku. Wzięły w nim udział cztery reprezentacje:Czech, Szwecji, Finlandii i Rosji. Każdy zespół rozegra po trzy spotkania, a łącznie odbędzie się sześć spotkań. Pięć spotkań odbędzie się w hali Kajot Arena w Brnie, jeden mecz rozegrano się w hali Jubileuszowy Pałac Sportu w Petersburgu.
Po raz pierwszy turniej odbył się pod patronatem firmy Kajotbet. Turniej był czwartym, a zarazem ostatnim zaliczanym do klasyfikacji Euro Hockey Tour w sezonie 2011/2012.

## Wyniki
| 26 kwietnia 2012 | Rosja | 0:2 | Finlandia | Jubileuszowy Pałac Sportu, Petersburg |

| Szczegóły          | Szczegóły   | Szczegóły       | Szczegóły                                           | Szczegóły                                                                             |
| ------------------ | ----------- | --------------- | --------------------------------------------------- | ------------------------------------------------------------------------------------- |
| Godzina: 17:00 CET |             | (0:0, 0:1, 0:1) | 32:30 (PP) Mikko Mäenpää 59:44 (EN) Antti Pihlström | Widzów: 5 620 Sędzia główny: Christer Lärking Sędziowie liniowi: Aleksandr Sadownikow |
| Godzina: 17:00 CET | 10 min. kar |                 | 12 min. kar                                         | Widzów: 5 620 Sędzia główny: Christer Lärking Sędziowie liniowi: Aleksandr Sadownikow |

| 26 kwietnia 2012 | Szwecja | 3:5 | Czechy | Kajot Arena, Brno |

| Szczegóły          | Szczegóły                                                                    | Szczegóły       | Szczegóły | Szczegóły                                                                         |
| ------------------ | ---------------------------------------------------------------------------- | --------------- | --- | --------------------------------------------------------------------------------- |
| Godzina: 18:30 CET | Calle Järnkrok (PP) 05:39 Staffan Kronwall (PP) 33:18 Johan Harju (EQ) 02:22 | (1:1, 2:2, 0:2) | 19:33 (PP) Ondřej Němec 23:05 (PP) Jiří Novotný 23:53 (PP) Jiří Tlustý 40:08 (EQ) Tomáš Plekanec 59:52 (EN) Petr Průcha | Widzów: 7 068 Sędzia główny: Alexei Anisimov Sędziowie liniowi: Konstantin Olenin |
| Godzina: 18:30 CET | 18 min. kar                                                                  |                 | 16 min. kar | Widzów: 7 068 Sędzia główny: Alexei Anisimov Sędziowie liniowi: Konstantin Olenin |

| 28 kwietnia 2012 | Czechy | 2:3 d. | Finlandia | Kajot Arena, Brno |

| Szczegóły          | Szczegóły                                       | Szczegóły               | Szczegóły                                                                       | Szczegóły                                                                          |
| ------------------ | ----------------------------------------------- | ----------------------- | ------------------------------------------------------------------------------- | ---------------------------------------------------------------------------------- |
| Godzina: 14:00 CET | Ondřej Němec (EQ) 13:28 Lukáš Kašpar (PP) 16:51 | (2:0, 0:2, 0:0, d. 0:1) | 26:43 (EQ) Lennart Petrell 31:03 (PP) Mikko Mäenpää 62:27 (EQ) Tuomas Kiiskinen | Widzów: 6,905 Sędzia główny: Konstantin Olenin Sędziowie liniowi: Aleksij Anisimow |
| Godzina: 14:00 CET | 39 min. kar                                     |                         | 49 min. kar                                                                     | Widzów: 6,905 Sędzia główny: Konstantin Olenin Sędziowie liniowi: Aleksij Anisimow |

| 28 kwietnia 2012 | Rosja | 4:2 | Szwecja | Kajot Arena, Brno |

| Szczegóły          | Szczegóły | Szczegóły       | Szczegóły                                              | Szczegóły                                                       |
| ------------------ | --- | --------------- | ------------------------------------------------------ | --------------------------------------------------------------- |
| Godzina: 18:30 CET | Jewgienij Kuzniecow (PP2) 34:44 Nikołaj Kulomin (EQ) 37:29 Nikołaj Żerdiew (EQ) 38:19 Nikołaj Żerdiew (EQ) 58:25 | (0:0, 3:1, 1:1) | 38:55 (EQ) Niklas Olausson 55:48 (PP) Mattias Karlsson | Sędzia główny: Vladimír Šindler Sędziowie liniowi: Martin Frano |
| Godzina: 18:30 CET | 18 min. kar |                 | 20 min. kar                                            | Sędzia główny: Vladimír Šindler Sędziowie liniowi: Martin Frano |

| 29 kwietnia 2012 | Finlandia | 4:1 | Szwecja | Kajot Arena, Brno |

| Szczegóły          | Szczegóły                                                                                                | Szczegóły       | Szczegóły                    | Szczegóły                                                     |
| ------------------ | --- | --------------- | ---------------------------- | ------------------------------------------------------------- |
| Godzina: 14:00 CET | Jussi Jokinen (PP1) 01:28 Ville Peltonen (EQ) 28:27 Tuomas Kiiskinen (EQ) 49:06 Janne Pesonen (EN) 59:07 | (1:0, 1:0, 2:1) | 44:42 (EQ) Patrik Zackrisson | Sędzia główny: Vladimír Šindler Sędziowie liniowi: Jan Hribik |
| Godzina: 14:00 CET | 10 min. kar                                                                                              |                 | 4 min. kar                   | Sędzia główny: Vladimír Šindler Sędziowie liniowi: Jan Hribik |

| 29 kwietnia 2012 | Czechy | 2:1 | Rosja | Kajot Arena, Brno |

| Szczegóły          | Szczegóły                                          | Szczegóły       | Szczegóły                   | Szczegóły                                                      |
| ------------------ | -------------------------------------------------- | --------------- | --------------------------- | -------------------------------------------------------------- |
| Godzina: 18:00 CET | Jakub Petružálek (EQ) 37:37 Petr Nedvěd (PP) 38:54 | (0:0, 2:1, 0:0) | 23:11 (EQ) Jewgienij Kietow | Sędzia główny: Tom Laaksonen Sędziowie liniowi: Jari Leppäalho |
| Godzina: 18:00 CET | 12 min. kar                                        |                 | 16 min. kar                 | Sędzia główny: Tom Laaksonen Sędziowie liniowi: Jari Leppäalho |

## Klasyfikacja turnieju
| Lp. | Zespół    | M | Pkt | W | WpD | PpD | P | G + | G - | +/- |
| --- | --------- | - | --- | - | --- | --- | - | --- | --- | --- |
| 1   | Finlandia | 3 | 8   | 2 | 1   | 0   | 0 | 9   | 3   | +6  |
| 2   | Czechy    | 3 | 7   | 2 | 0   | 1   | 0 | 9   | 7   | +2  |
| 3   | Rosja     | 3 | 3   | 1 | 0   | 0   | 2 | 5   | 6   | -1  |
| 4   | Szwecja   | 3 | 0   | 0 | 0   | 0   | 3 | 6   | 13  | -7  |

Lp. = lokata, M = liczba rozegranych spotkań, Pkt = Liczba zdobytych punktów, W = Wygrane, WpD = Wygrane po dogrywce lub karnych, PpD = Porażki po dogrywce lub karnych, P = Porażki, G+ = Gole strzelone, G- = Gole stracone, +/- = bilans bramek

## Nagrody
Dyrektoriat turnieju wybrał trójkę najlepszych zawodników, po jednej na każdej pozycji:
- Bramkarz:  Kari Lehtonen
- Obrońca:  Dmitrij Kalinin
- Napastnik:  Tomáš Plekanec
- Najlepiej punktujący:  Jiří Novotný i  Niklas Olausson - 4 punkty (1 goli i 3 asysty)[2]